# Djursjukhus

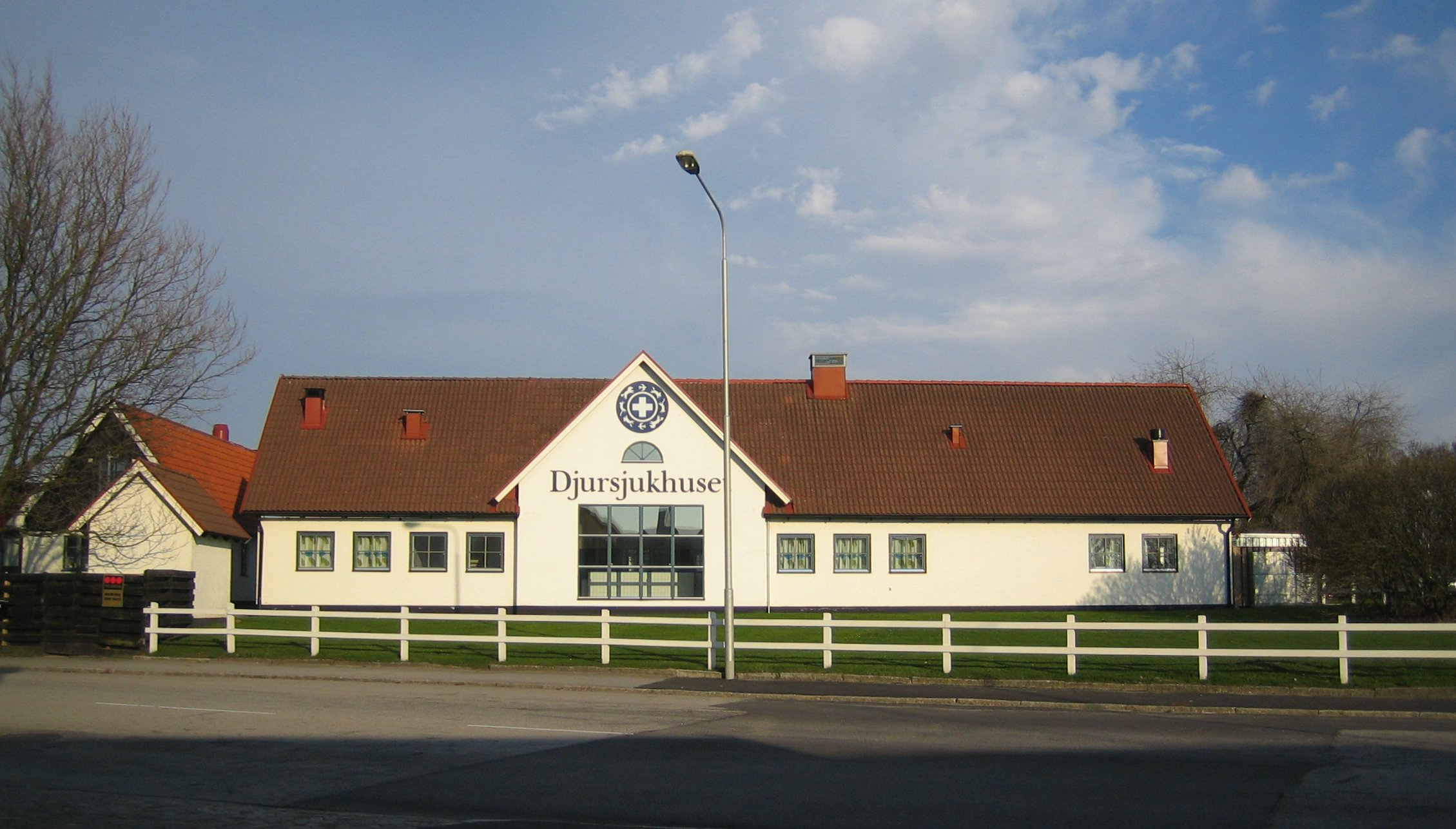
Djursjukhuset i Malmö.

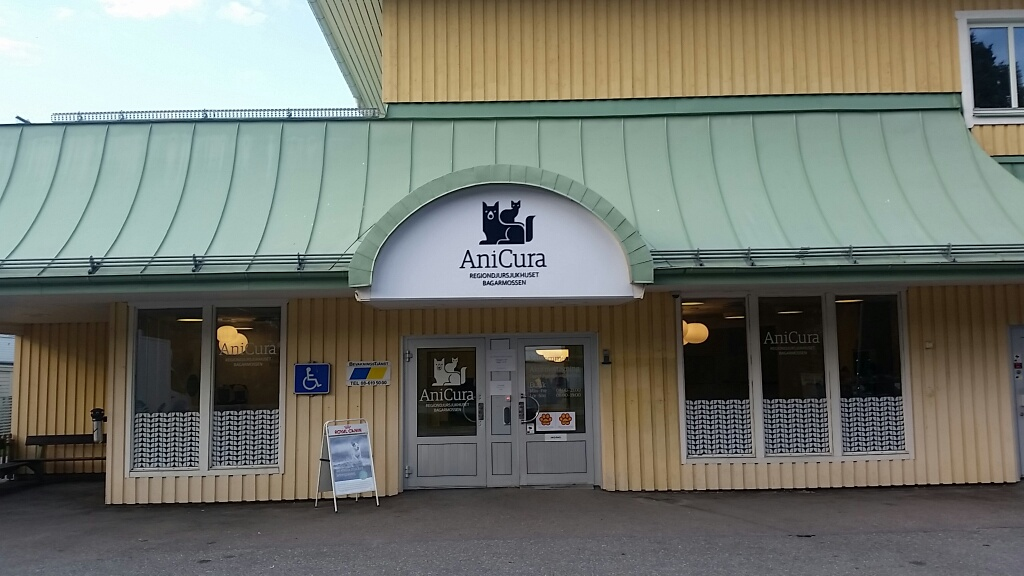
AniCura Regiondjursjukhuset Bagarmossen - det enda djursjukhuset i Stockholm som är öppet dygnet runt, året om.

Djursjukhus är ett specialsjukhus för djur. Djursjukhusen arbetar i första hand med smådjur (hundar, katter och övriga sällskapsdjur), men vissa sjukhus kan vara specialiserade på andra djur, till exempel hästar eller djur inom animalieproduktion.

## Djursjukhus i Sverige
Ett djursjukhus är en mottagning där djursjukvård erbjuds regelbundet mot en kostnad. Sveriges veterinärförbund rekommenderar ett antal minimikrav för djursjukhus, bland annat att verksamheten skall ledas av legitimerad veterinär och genomföras på ett sätt som säkrar god hygien och smittskydd. Veterinären ska följa Sveriges Veterinärförbunds stadgar, etiska regler samt regler för annonsering. Patientjournaler skall föras och mottagningen ska kunna hänvisa olycksfall och akuta sjukdomsfall till annan djurmottagning då den egna mottagningen har stängt.

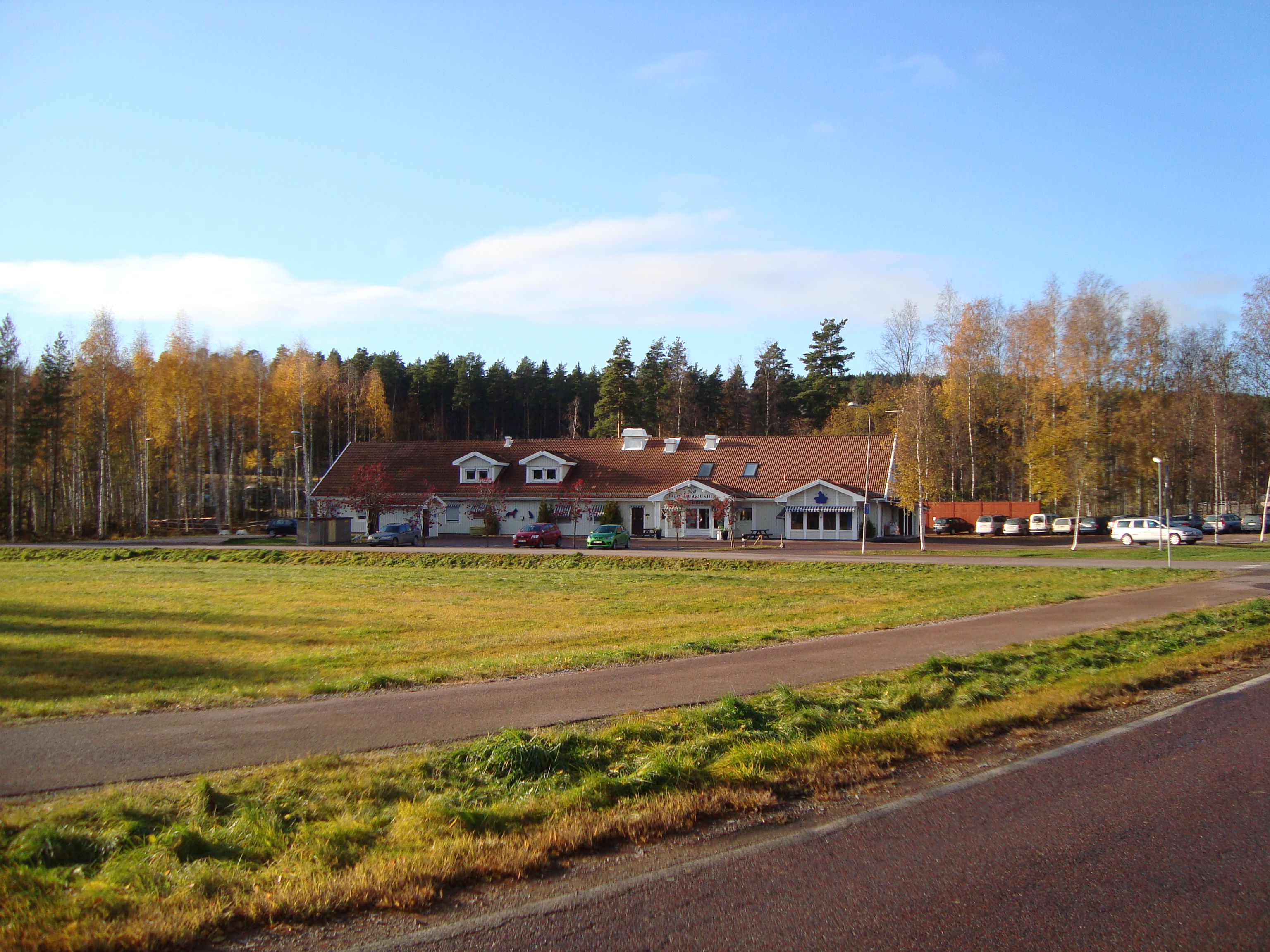
AniCura Falu Djursjukhus

### Organisation
I Sverige drivs alla djursjukhus i privat regi eller av stiftelser. 
Sveriges största djursjukhus heter Stockholms Regiondjursjukhus och hade 2014 en omsättning om 230 miljoner kronor. Stockholms Regiondjursjukhus var tidigare helägt av Stiftelsen Djursjukhus i Stor-Stockholm. 
Försvarsorganisationen Svenska Blå Stjärnan driver Regiondjursjukhuset Blå Stjärnan i Göteborg. I Göteborg finns också sedan 2007 AniCura Västra Djursjukhuset.
Det finns fyra regiondjursjukhus i Sverige samt Universitetsdjursjukhuset i Uppsala. I Stockholm heter Regiondjursjukhuset AniCura Djursjukhuset Bagarmossen.

### Tjänster på djursjukhus

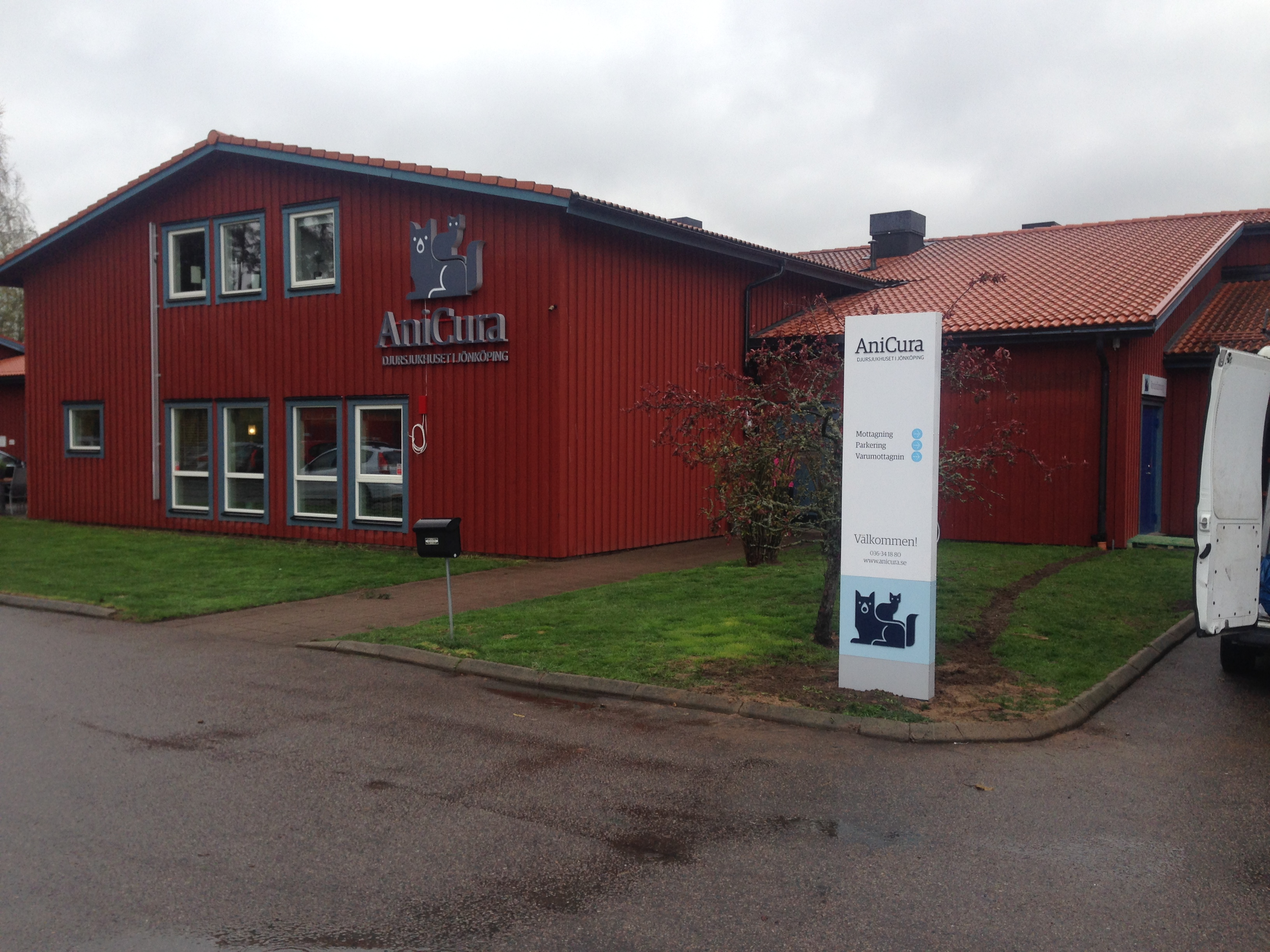
AniCura Djursjukhuset i Jönköping

På ett djursjukhus arbetar man med förebyggande hälsovård, sjukvård, akutsjukvård och kostrådgivning. 

## Djursjukhus i andra länder
I Dubai finns sedan 2017 världens enda specialiserade sjukhus för kameler, Dubai Camel Hospital.